# Calibre 7,62 mm

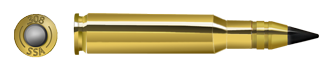
Um cartucho padrão no calibre 7,62mm

O calibre de 7,62 mm é a designação nominal de um calibre usado para vários cartuchos diferentes. Historicamente, essa classe de cartuchos era comumente conhecida como calibre .30, o equivalente da unidade imperial, e era mais comumente usada para indicar uma classe de cartuchos de potência máxima dos rifles classificados como Main Battle Rifle (MBR) - em português, fuzil de combate. A medida é igual a ,30 polegadas (7,62 milímetros) escrita e lida como "ponto trinta".
A designação de 7,62 mm refere-se ao diâmetro interno do cano nos relevos das ranhuras do estriamento. O calibre real do projétil costuma ser de ,308 polegadas (7,82 milímetros), embora as armas soviéticas usem normalmente projéteis de ,311 polegadas (7,90 milímetros), assim como os antigos cartuchos britânicos .303 British e também os japoneses  7,7×58mm Arisaka.